# Rubén Sellés
Rubén Sellés, né le 15 juin 1983 à Valence en Espagne, est un entraîneur espagnol de football.
En plus d'une expérience d'entraîneur en Grèce, en Russie, en Azerbaïdjan, au Danemark, en Espagne et en Angleterre, Sellés est titulaire d'une maîtrise en sports et physiologie de l'Université de Valence et est diplômé du programme de licence professionnelle de l'UEFA à l'âge de 25 ans.

## Carrière
Sellés commence sa carrière d'entraîneur en tant que préparateur physique au sein du club grec d'Aris Salonique. Sellés rejoint en 2009 l'équipe de jeunes de Villarreal pour y jouer un rôle similaire.
En 2010, Sellés se rend en Russie pour devenir l'entraîneur adjoint d'Igor Lediakhov au Chinnik Yaroslavl.
En juillet 2011, Sellés revient à Salonique, cette fois en tant qu'adjoint. La saison suivante, il rejoint le Neftchi Bakou et est successivement l'adjoint durant deux saisons de Boyukagha Hajiyev, Arif Asadov, Nazim Suleymanov et Tarlan Ahmadov.
Sellés passe ensuite deux ans dans le club norvégien de Strømsgodset IF, en tant qu'analyste en chef des données.
En 2015, Sellés devient l'adjoint de Gurban Gurbanov à Qarabağ.
En juillet 2018, Sellés rejoint le club danois d'Aarhus GF pour y assister l'entraîneur David Nielsen pendant deux saisons, avant de prendre en main l'équipe de Valence U18.
Le 1er janvier 2021, Sellés rejoint le FC Copenhague en tant qu'entraîneur adjoint de Jess Thorup.

### Southampton
Le 10 juin 2022, Sellés quitte Copenhague pour rejoindre le club de Premier League Southampton en tant qu'assistant de Ralph Hasenhüttl. Le 7 novembre, Hasenhüttl est limogé par Southampton et Sellés est placé à la tête de l'équipe première. En tant qu'intérimaire, Sellés dirige les Saints durant un match avant la nomination du nouvel entraîneur Nathan Jones. Cette rencontre contre Sheffield Wednesday se solde par un match nul 1–1 en Coupe de la Ligue le 9 novembre au cours duquel Southampton se qualifie pour le tour suivant après une séance de tirs au but.
Il prend à nouveau la tête de l'équipe de manière temporaire après le limogeage de Jones en février 2023. Son premier match est une victoire 1-0 à l'extérieur contre Chelsea. Le 24 février, Sellés est nommé entraîneur jusqu'à la fin de la saison 2022-23,. Il quitte le poste en juin 2023.

## Statistiques managériales
Au 28 mai 2023
| Équipe                    | Du              | Au               | Bilan | Bilan | Bilan | Bilan | Bilan       |
| Équipe                    | Du              | Au               | J.    | G.    | N.    | D.    | % Victoires |
| ------------------------- | --------------- | ---------------- | ----- | ----- | ----- | ----- | ----------- |
| Southampton (intérimaire) | 7 novembre 2022 | 10 novembre 2022 | 1     | 0     | 1     | 0     | 0.00        |
| Southampton               | 12 février 2023 | Actuellement     | 17    | 2     | 4     | 11    | 18.18       |
| Total                     | Total           | Total            | 18    | 2     | 5     | 11    | 16.67       |